# Hugo Andresen
Hugo Andresen (Altona, ma hamburgi városrész, 1844. október 4. – Münster, 1918. augusztus 17.) német történész

## Élete
Apja a germanista Karl Gustav Andresen volt. Középiskolai tanulmányait Mühlheimben végezte, ezután Bonnban tanult tovább. Itt lépett be 1864-ben a Burschenschaft Marchia Bonn szövetségbe. 1874-ben Bonnban doktorált. 1880-ban Göttingenben habilitált Maistre Wace’s Roman de Rou et des ducs de Normandie című két kötetes munkájával. 1880 és 1892 közt magántanár volt Göttingenben, 1892-ben tanári kinevezést kapott Münsterbe, ahol az egyetem első, kizárólag középkori filológiával foglalkozó professzora lett. Titkos tanácsosi címet is kapott.

## Válogatott munkái
- Ein altfranzösisches Marienlob aus einer Pariser Handschrift des 13. Jahrhunderts. Halle a.S. 1891.
- Karl Gustav Andresen (szerkesztő): Sprachgebrauch und Sprachrichtigkeit im Deutschen. 8. Auflage. Leipzig 1898.
- Karl Gustav Andresen (szerkesztő): Über deutsche Volksetymologie. 7. Auflage. Leipzig 1919.
- Eine altfranzösische Bearbeitung biblischer Stoffe nach einer Pariser Handschrift. Halle a.S. 1916.

## Fordítás
- Ez a szócikk részben vagy egészben  a   Hugo Andresen című német Wikipédia-szócikk ezen változatának fordításán alapul.  Az eredeti cikk szerkesztőit annak laptörténete sorolja fel. Ez a jelzés csupán a megfogalmazás eredetét és a szerzői jogokat jelzi, nem szolgál a cikkben szereplő információk forrásmegjelöléseként.